# Georgi Denew
Georgi Nikołow Denew (bułg. Георги Николов Денев, ur. 18 kwietnia 1950 w Łoweczu) – piłkarz bułgarski grający na pozycji ofensywnego pomocnika. W swojej karierze rozegrał 49 meczów w reprezentacji Bułgarii i strzelił w nich 10 goli.

## Kariera klubowa
Karierę piłkarską Denew rozpoczął w rodzinnym Łoweczu, w klubie Karpaczew Łowecz. Grał w nim w latach 1965–1968 i latem 1968 odszedł do Spartaka Plewen, grającego w pierwszej lidze bułgarskiej. W Spartaku grał przez rok i następnie został zawodnikiem CSKA Sofia. Wraz z CSKA pięciokrotnie był mistrzem Bułgarii w latach 1971, 1972, 1973, 1975 i 1976. Trzykrotnie zdobył z nim Puchar Bułgarii w latach 1972, 1973 i 1974. W CSKA grał do końca sezonu 1978/1979.
W 1979 roku Denew przeszedł do greckiego klubu Ethnikos Pireus. Występował w nim przez dwa sezony i w 1981 roku wyjechał na Cypr. Tam grał w Arisie Limassol. W 1983 roku zakończył w nim swoją karierę sportową.

## Kariera reprezentacyjna
W reprezentacji Bułgarii Denew zadebiutował 15 listopada 1970 w zremisowanym 1:1 meczu eliminacji do Euro 72 z Norwegią. W 1974 roku został powołany do kadry na Mistrzostwa Świata w RFN. Na tym turnieju rozegrał trzy mecze: ze Szwecją (0:0), z Urugwajem (1:1) i z Holandią (1:4). Od 1970 do 1979 roku rozegrał w kadrze narodowej 49 meczów i strzelił w nich 10 goli.